# Lijst van gouverneurs van Andhra Pradesh
Dit is een lijst van gouverneurs van de Indiase deelstaat Andhra Pradesh. De gouverneur is hoofd van de deelstaat en wordt voor een termijn van vijf jaar aangewezen door de president. De rol van de gouverneur is hoofdzakelijk ceremonieel en de echte uitvoerende macht ligt bij de ministerraad, met aan het hoofd de chief minister.
| #  | Naam                                 | Begin termijn    | Einde termijn    |
| -- | ------------------------------------ | ---------------- | ---------------- |
| 1  | Chandulal Madhavlal Trivedi          | 1 oktober 1953   | 1 augustus 1957  |
| 2  | Bhim Sen Sachar                      | 1 augustus 1957  | 8 september 1962 |
| 3  | Satyawant Mallannah Shrinagesh       | 8 september 1962 | 4 mei 1964       |
| 4  | Pattom A. Thanu Pillai               | 4 mei 1964       | 11 april 1968    |
| 5  | Khandubhai Kasanji Desai             | 11 april 1968    | 25 januari 1975  |
| 6  | S. Obul Reddy                        | 25 januari 1975  | 10 januari 1976  |
| 7  | Mohanlal Sukhadia                    | 10 januari 1976  | 16 juni 1976     |
| 8  | Ramchandra Dhondiba Bhandare         | 16 juni 1976     | 17 februari 1977 |
| 9  | Justice B.J. Divan                   | 17 februari 1977 | 5 mei 1977       |
| 10 | Sharda Mukherjee                     | 5 mei 1977       | 15 augustus 1978 |
| 11 | K. C. Abraham                        | 15 augustus 1978 | 15 augustus 1983 |
| 12 | Thakur Ram Lal                       | 15 augustus 1983 | 29 augustus 1984 |
| 13 | Shankar Dayal Sharma                 | 29 augustus 1984 | 26 november 1985 |
| 14 | Kumudben Manishankar Joshi           | 26 november 1985 | 7 februari 1990  |
| 15 | Krishan Kant                         | 7 februari 1990  | 22 augustus 1997 |
| 16 | Gopala Ramanujam                     | 22 augustus 1997 | 24 november 1997 |
| 17 | C. Rangarajan                        | 24 november 1997 | 3 januari 2003   |
| 18 | Surjit Singh Barnala                 | 3 januari 2003   | 4 november 2004  |
| 19 | Sushil Kumar Shinde                  | 4 november 2004  | 29 januari 2006  |
| 20 | Rameshwar Thakur                     | 29 januari 2006  | 22 augustus 2007 |
| 21 | Narayan Dutt Tiwari                  | 22 augustus 2007 | 27 december 2009 |
| 22 | Ekkadu Srinivasan Lakshmi Narasimhan | 27 december 2009 | 23 juli 2019     |
| 23 | Biswabhusan Harichandan              | 24 juli 2019     | huidig           |